# Sami Lepistö
Sami Lepistö (* 17. Oktober 1984 in Espoo) ist ein ehemaliger finnischer Eishockeyspieler, der im Verlauf seiner aktiven Karriere zwischen 2003 und 2023 unter anderem in der National Hockey League (NHL) und Kontinentalen Hockey-Liga (KHL) aktiv war und dort auf der Position des Verteidigers gespielt hat. Mit der finnischen Nationalmannschaft gewann er bei der Weltmeisterschaft 2011 die Goldmedaille. Sein Vater Jussi war ebenfalls ein professioneller Eishockeyspieler.

## Karriere

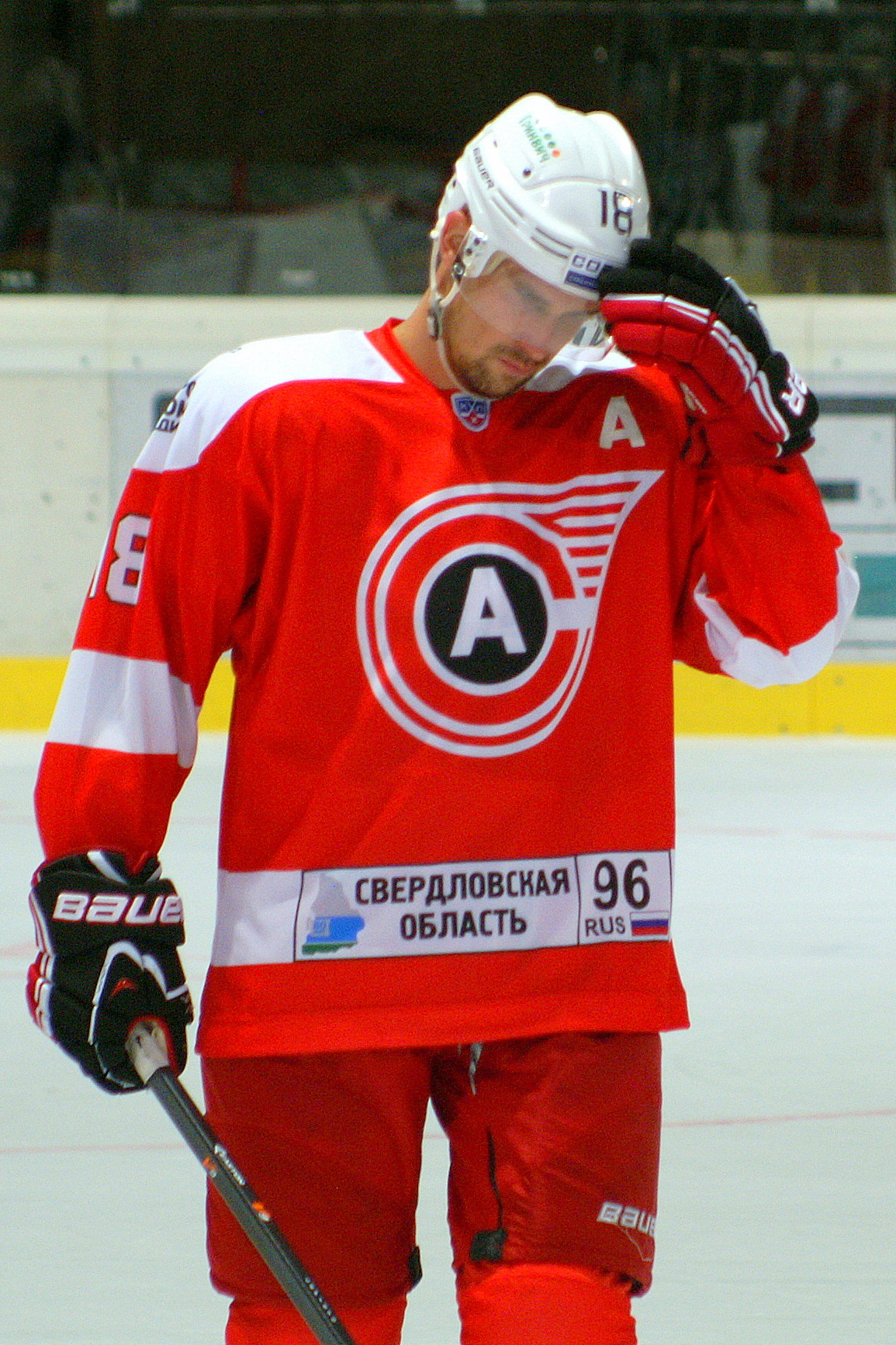
Lepistö im Trikot von Awtomobilist Jekaterinburg (2014)

Lepistö begann seine Karriere als Eishockeyspieler in seiner finnischen Heimat bei Jokerit Helsinki. In der Saison 2003/04, seiner ersten Spielzeit im professionellen Eishockey, erzielte der Verteidiger sieben Scorerpunkte, darunter drei Tore, in der SM-liiga. Anschließend wurde er während des NHL Entry Draft 2004 von den Washington Capitals in der dritten Runde als insgesamt 66. Spieler ausgewählt. Zunächst spielte der Finne drei weitere Jahre für Jokerit, ehe er für die Saison 2007/08 in den Kader von Washingtons Farmteam, den Hershey Bears aus der American Hockey League (AHL), aufgenommen wurde. In derselben Saison gab Lepistö sein Debüt in der National Hockey League (NHL), in der er sieben Mal für die Capitals zum Einsatz kam und einen Assist erzielte. In der Saison 2008/09 spielte Lepistö überwiegend für die Hershey Bears in der AHL und gewann mit dem Team den Calder Cup. Am 27. Juni 2009 wurde er für ein Fünftrunden-Wahlrecht für den NHL Entry Draft 2010 zu den Phoenix Coyotes transferiert. Am 28. Februar 2011, kurz vor der Trade Deadline, tauschten ihn die Coyotes zusammen mit Scottie Upshall gegen Rostislav Klesla und Dane Byers von den Columbus Blue Jackets. Am 15. Juli 2011 unterzeichnete Lepistö als Free Agent einen Kontrakt für ein Jahr bei den Chicago Blackhawks.
Im Juni 2012 wechselte Lepistö nach Europa und unterschrieb einen Vertrag über ein Jahr bei Lokomotive Jaroslawl aus der Kontinentalen Hockey-Liga (KHL). Kurz vor Jahresende 2012 wurde sein Vertrag mit Lokomotive im gegenseitigen Einvernehmen aufgelöst. Etwa zwei Wochen später wurde Lepistö vom HC Lev Prag verpflichtet. In den Spielzeiten 2013/14 und 2014/15 stand Lepistö bei Awtomobilist Jekaterinburg unter Vertrag und absolvierte in dieser Zeit über 120 KHL-Partien für den Klub. Im Mai 2015 wurde er von Salawat Julajew Ufa, wo er schließlich bis zum Sommer 2017 aktiv war. Anschließend kehrte er zu seinem Ausbildungsverein Jokerit zurück, der ebenfalls am Spielbetrieb der KHL teilnahm. Lepistö verbrachte dort insgesamt vier Spielzeiten. Nach der Saison 2020/21 wurde der Vertrag des 36-Jährigen nicht verlängert.
Im Oktober 2021 unterzeichnete er schließlich einen Vertrag bei Luleå HF aus der Svenska Hockeyligan (SHL), mit dem der Finne im Frühjahr 2022 die Vizemeisterschaft feierte. Zur Saison 2022/23 wechselte Lepistö zu den SCL Tigers in die Schweizer National League, wo er eine Saison verbrachte. Im Juni 2023 gab der Helsingfors IFK die Verpflichtung des Verteidigers bekannt. Nachdem während einer routinemäßigen Untersuchung im Juli 2023 jedoch eine Herzerkrankung bei Lepistö diagnostiziert wurde, gab er im Alter von 38 Jahren das sofortige Ende seiner aktiven Spielerlaufbahn bekannt.

### International
Bei den Olympischen Winterspielen 2010 vertrat er die finnische Nationalmannschaft und gewann mit der Mannschaft die Bronzemedaille. Auch bei den Olympischen Winterspielen 2014 gewann er mit der finnischen Nationalmannschaft die Bronzemedaille. Zudem vertrat er sein Heimatland beim World Cup of Hockey 2016 und den Olympischen Winterspielen 2018.

## Erfolge und Auszeichnungen
| - 2003 Finnischer U20-Junioren-Vizemeister mit Jokerit - 2005 Finnischer Vizemeister mit Jokerit - 2007 Finnischer Vizemeister mit Jokerit - 2009 Calder-Cup-Gewinn mit den Hershey Bears | - 2017 Teilnahme am KHL All-Star Game - 2018 Teilnahme am KHL All-Star Game - 2019 Teilnahme am KHL All-Star Game (verletzungsbedingte Absage) - 2022 Schwedischer Vizemeister mit Luleå HF |

### International
| - 2004 Bronzemedaille bei der U20-Junioren-Weltmeisterschaft - 2004 Bester Verteidiger der U20-Junioren-Weltmeisterschaft - 2004 All-Star-Team der U20-Junioren-Weltmeisterschaft - 2008 Bronzemedaille bei der Weltmeisterschaft | - 2010 Bronzemedaille bei den Olympischen Winterspielen - 2011 Goldmedaille bei der Weltmeisterschaft - 2014 Bronzemedaille bei den Olympischen Winterspielen |

## Karrierestatistik

### International
Vertrat Finnland bei:
| - U20-Junioren-Weltmeisterschaft 2004 - Weltmeisterschaft 2008 - Olympischen Winterspielen 2010 - Weltmeisterschaft 2011 - Weltmeisterschaft 2013 | - Olympischen Winterspielen 2014 - Weltmeisterschaft 2015 - World Cup of Hockey 2016 - Olympischen Winterspielen 2018 |

(Legende zur Spielerstatistik: Sp oder GP = absolvierte Spiele; T oder G = erzielte Tore; V oder A = erzielte Assists; Pkt oder Pts = erzielte Scorerpunkte; SM oder PIM = erhaltene Strafminuten; +/− = Plus/Minus-Bilanz; PP = erzielte Überzahltore; SH = erzielte Unterzahltore; GW = erzielte Siegtore; 1 Play-downs/Relegation; Kursiv: Statistik nicht vollständig)